# Routledge
Routledge är ett brittiskt bokförlag som främst ger ut böcker inom humaniora, och tidigare också uppslagsverk.
Företaget grundades 1836 av George Routledge och W. H. Warne. Sedan 1998 ägs förlaget av Taylor & Francis.